# 미나미비로촌
미나미비로촌(南広村)은 와카야마현 아리다군에 있던 촌이다. 현재의 히로가와정의 서반에 해당한다.

## 역사
- 1889년 4월 1일 - 정촌제 시행에 의해 3촌의 구역을 가지고 성립하였다.
- 1955년 4월 1일 - 쓰기촌, 히로정과 합병해 히로가와정이 성립하여, 동일 미나미비로촌은 폐지되었다.

## 교통

### 철도
일본국유철도 기세이 본선이 지나갔지만 역은 위치하지 않았다.  현재는 구촌지역에 히로카와비치역이 있지만 당시에는 미개업 상태였다

### 도로
- 국도 제170호선 (현 국도 제42호선)

## 참고문헌
- 角川日本地名大辞典 30 和歌山県